# Чирешу (Вилча)
Чирешу (рум. Cireșu) — село у повіті Вилча в Румунії. Входить до складу комуни Строєшть.
Село розташоване на відстані 186 км на північний захід від Бухареста, 36 км на захід від Римніку-Вилчі, 82 км на північ від Крайови, 148 км на південний захід від Брашова.

## Населення
За даними перепису населення 2002 року у селі проживали 858 осіб, усі — румуни. Усі жителі села рідною мовою назвали румунську.